# Мостовка (Ардатовський район)
Мостовка (рос. Мостовка) — присілок в Росії у складі Ардатовського району Нижньогородської області. Входить до складу Хрипуновської сільської ради.

## Населення
| 1999 | 2002 | 2010 |
| ---- | ---- | ---- |
| 9    | ↘2   | ↘1   |